# Gładź tynkowa
Gładź tynkowa – zewnętrzna warstwa tynku trójwarstwowego wykonana z zaprawy z kruszywem w postaci drobnoziarnistego piasku przesiewanego, wyrównująca szorstką powierzchnię narzutu tynkowego. Spoiwo w zaprawie wykorzystywane do wykonywania gładzi mogą stanowić cement, wapno bądź cement i wapno jednocześnie – w zależności od przeznaczenia tynku itd.